# 東京ベイシャトル

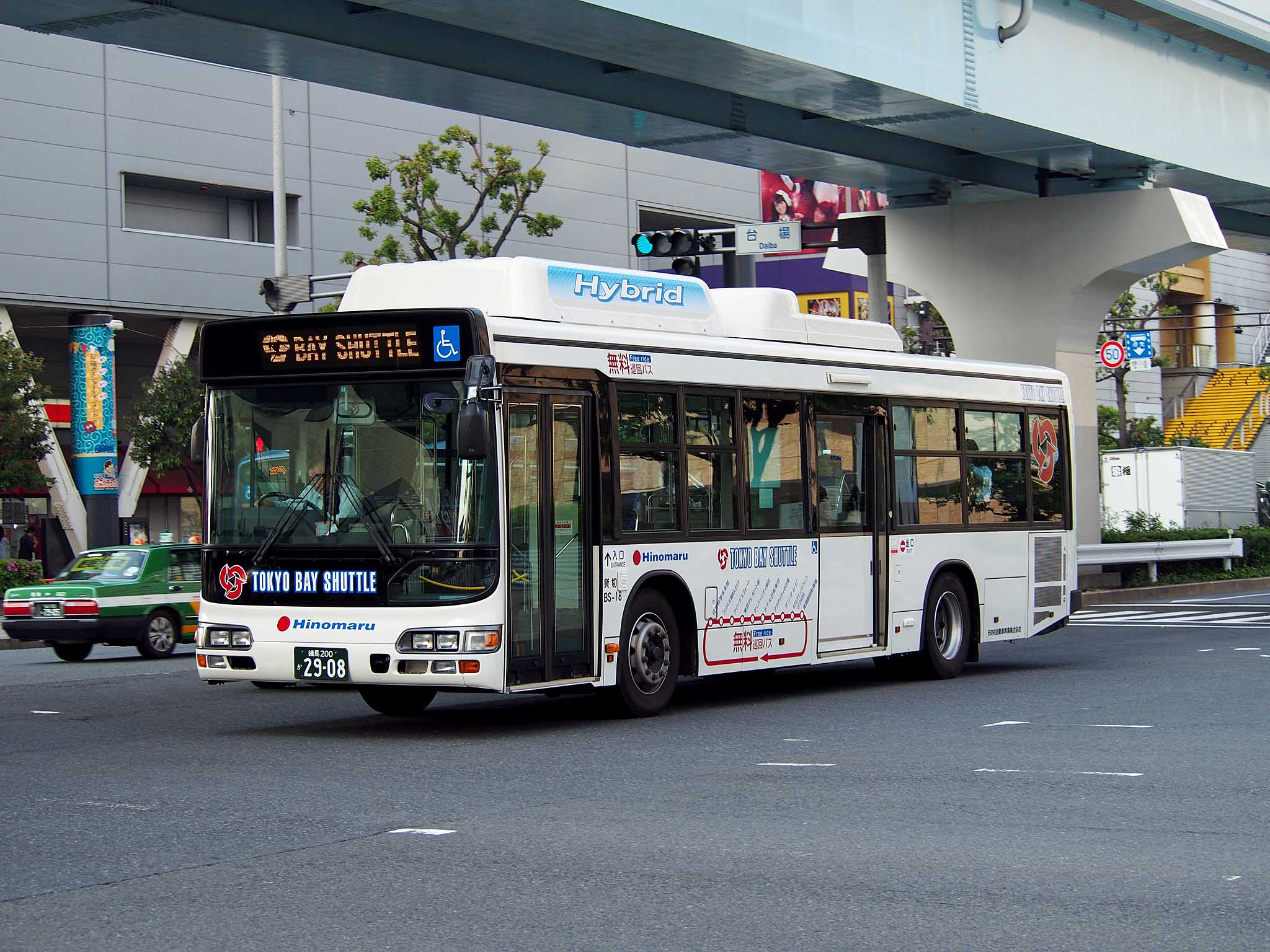
東京ベイシャトル
日野・ブルーリボンシティハイブリッド

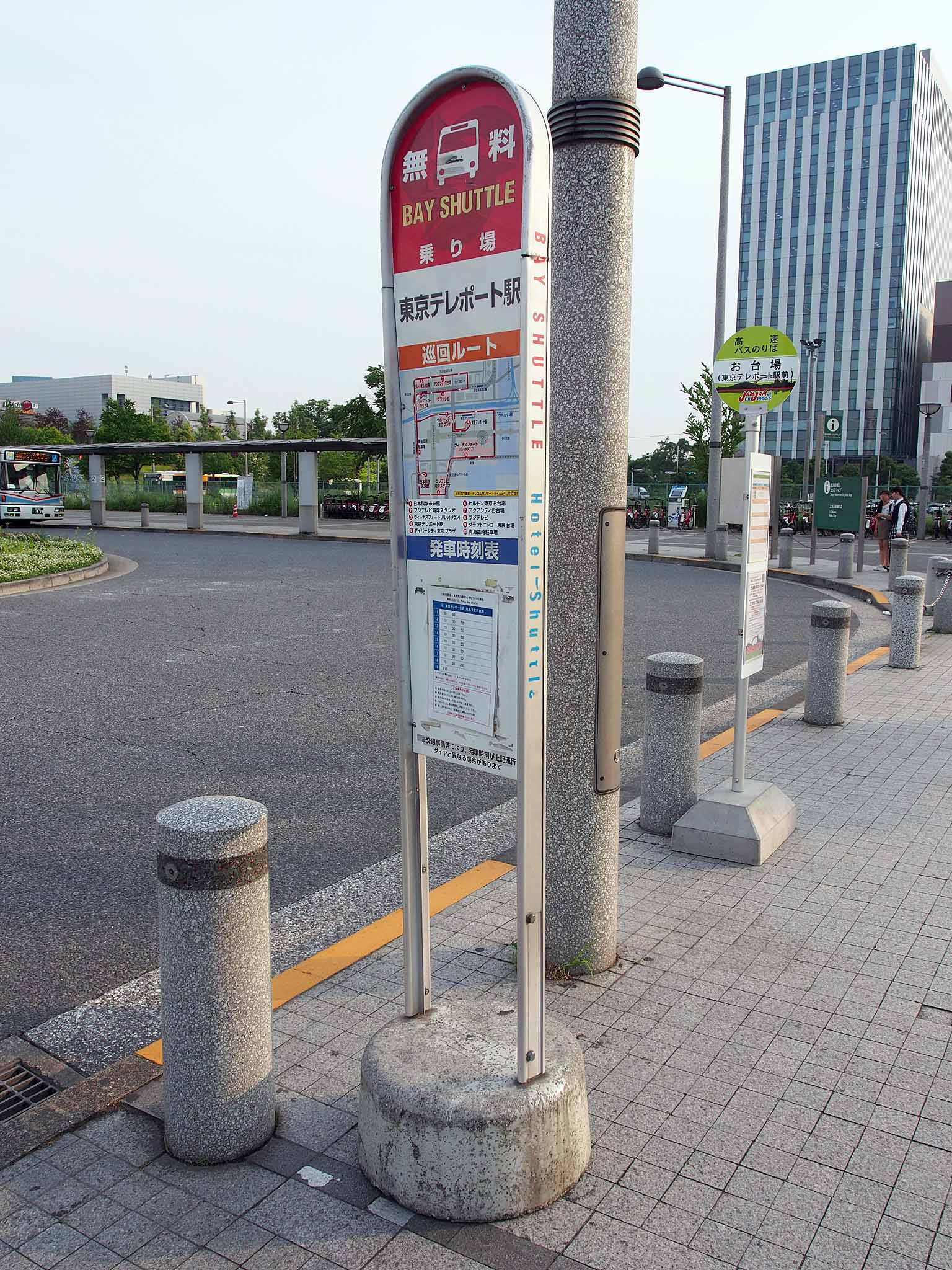
東京ベイシャトルのバス停の例（東京テレポート駅）

東京ベイシャトル（とうきょうベイシャトル、英：Tokyo Bay Shuttle）は、日の丸自動車興業が東京都の臨海副都心（台場・青海地区）で運行していた無料巡回バスである。
本記事では、東京ベイシャトル運行終了後に同じく日の丸自動車興業が実証運行したニジガクスクールバスについても説明する。

## 概要
2000年4月より運行を開始。
11時台～19時台に、概ね20分間隔で、りんかい線東京テレポート駅から台場西地区の著名な観光地やホテルに設けられた停留所を循環運行した。いくつかの停留所の至近にはゆりかもめの駅もあったため、東京テレポート駅のみならずゆりかもめの駅からも観光地への移動のために利用することができた。
予約は不要で、かつ無料であり、さらに便数も多いため、観光地が点在する台場地区での移動に至便で、休日には多くの観光客で混雑した。
運行経費は、臨海副都心まちづくり協議会を中心とした、臨海副都心エリアの企業・観光施設などからの協賛金で賄っていた。
2020年4月8日より新型コロナウイルス感染症 (COVID-19)による改正・新型インフルエンザ等対策特別措置法に基づく緊急事態宣言の発令を受けて運行停止、6月13日より緊急事態宣言の解除を受けて運行を再開したが、元々利用客が減少していたところに新型コロナウイルス感染症の影響で更に減少したこともあって、2021年3月31日で運行を終了した。
将来的な巡回バス再開を検討するため、2022年1月22日・23日には実証運行「TOKIMEKI♪ODAIBA BUS ～With You～」として『ラブライブ!虹ヶ咲学園スクールアイドル同好会』のモデル地を巡る「ニジガクスクールバス」が運行された。東京ベイシャトルからルートやバス停を変更してはいるが約10ヶ月ぶりに臨海副都心の巡回バスが運行された。同年2月17日に実証実験の報告会が開催され、予約チケットが12分で完売したことやアンケート結果で「ラッピングバスに再び乗りたい」との声が大きかったことが報告された。また、本格運行時には有料化が検討できることや、課題として周辺商業施設での消費支援不足が挙げられている。

## 運行経路
東京テレポート駅 - ダイバーシティ東京 - ヒルトン東京お台場 - アクアシティお台場 - フジテレビ - グランドニッコー東京 台場 - 東京国際クルーズターミナル（船の科学館向かい、旧「青海臨時駐車場」） - 日本科学未来館 - フジテレビ湾岸スタジオ - パレットタウン - （東京湾岸アンダー側道～国道357号） - 東京テレポート駅
- 2008年現在の一周あたりの距離は約6.7km、所要約30分。
- なお、2001年7月から2005年3月までは現在の停留所に加えて、東京国際展示場（東京ビッグサイト）・東京ベイ有明ワシントンホテル・お台場海浜公園（デックス東京ビーチ前）にも立ち寄っていた。また2007年11月より、フジテレビ湾岸スタジオにも寄るようになった。2012年4月には、ダイバーシティ東京バス停を新設。
- 運行開始当初のルートは、東京テレポート駅 - パレットタウン （ヴィーナスフォート）- 青海臨時駐車場 - ホテル日航東京 - アクアシティお台場 - お台場海浜公園（デックス東京ビーチ前） - ホテル・グランパシフィック・メリディアン - フジテレビ - 東京テレポート駅 だった。
- 2020年7月31日より「青海臨時駐車場」停留所が「東京国際クルーズターミナル」に改称された[4]。

### ニジガクスクールバス
実証運行時のルートは下記の通り。なお、実証運行時は太字のバス停では必ず一旦下車する必要があった。
東京テレポート駅 → 日本科学未来館 → ヴィーナスフォート → 国際展示場駅前（東京ビッグサイト） → ダイバーシティ東京プラザ → アクアシティお台場 → デックス東京ビーチ → 東京テレポート駅

## 車両
使用していたバスはいずれもノンステップバス。3回に分けて導入されており、運行当初に導入されたドイツ・ネオプランN3016（エンジンはダイムラー・ベンツ）、2003年に導入されたニュージーランド・デザインライン製（エンジンはMAN製）はハイブリッド機構は搭載していなかった。2014年に3代目専用車として日野・ブルーリボンシティハイブリッドが就役、運行終了まで活躍した。「ニジガクスクールバス」についてはこの3代目専用車を使用した上で、『ラブライブ!虹ヶ咲学園スクールアイドル同好会』のラッピングが施されていた。
なお、従来からのノンステップバスと共に、観光客をターゲットとした2階建てバス「パノラマウェスト」（ネオプラン・スカイライナー）を使用していた時期があったが、乗降時間がかかることや、車いすスロープ板等の装備が無いことが原因で撤退、2004年にオープントップバス「スカイバス東京」に改造された。
このほかに「ウェストコースト」などの観光バスで代走することがあった。

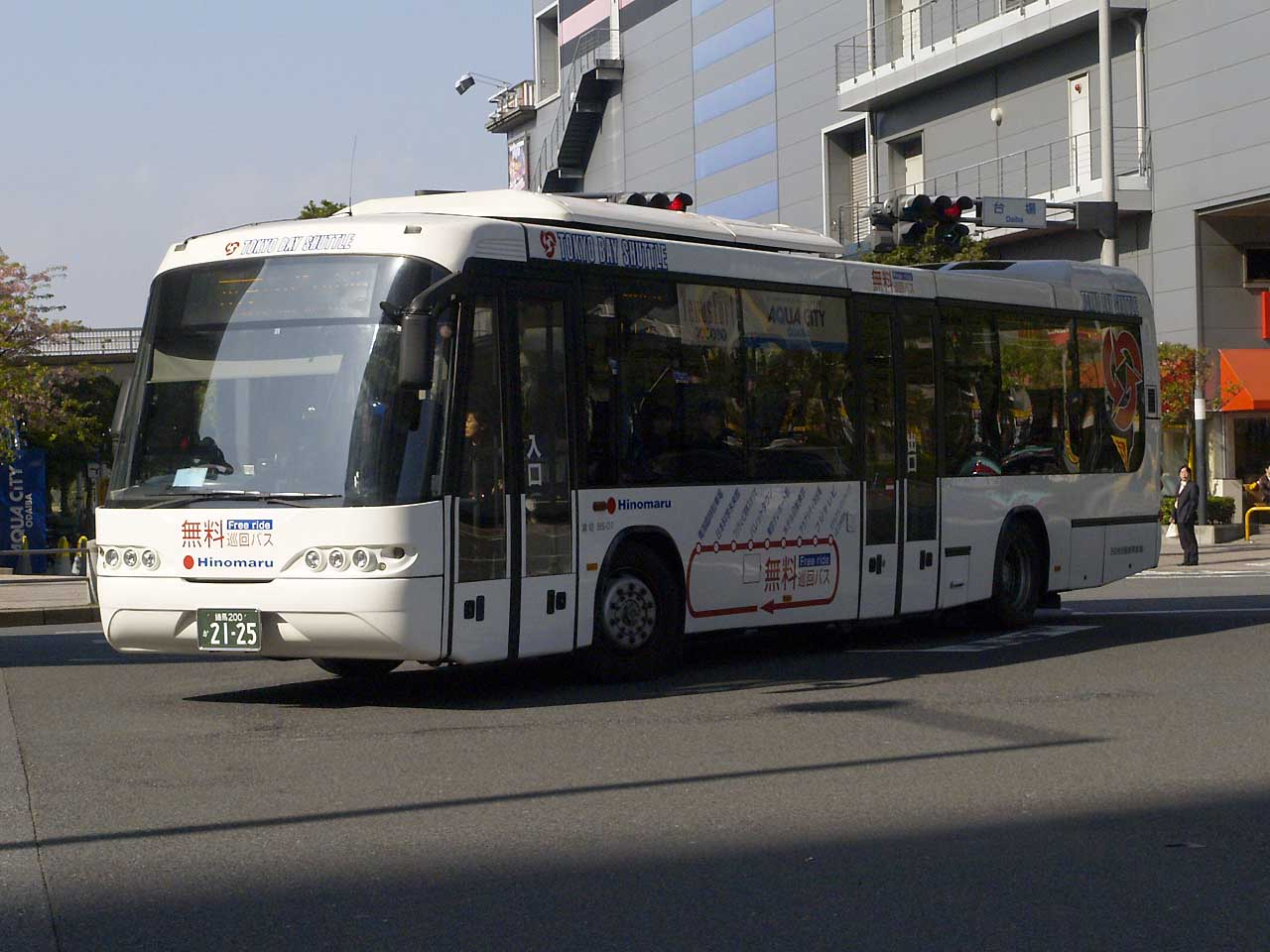
ネオプラン製ノンステップバス（更新修繕後）
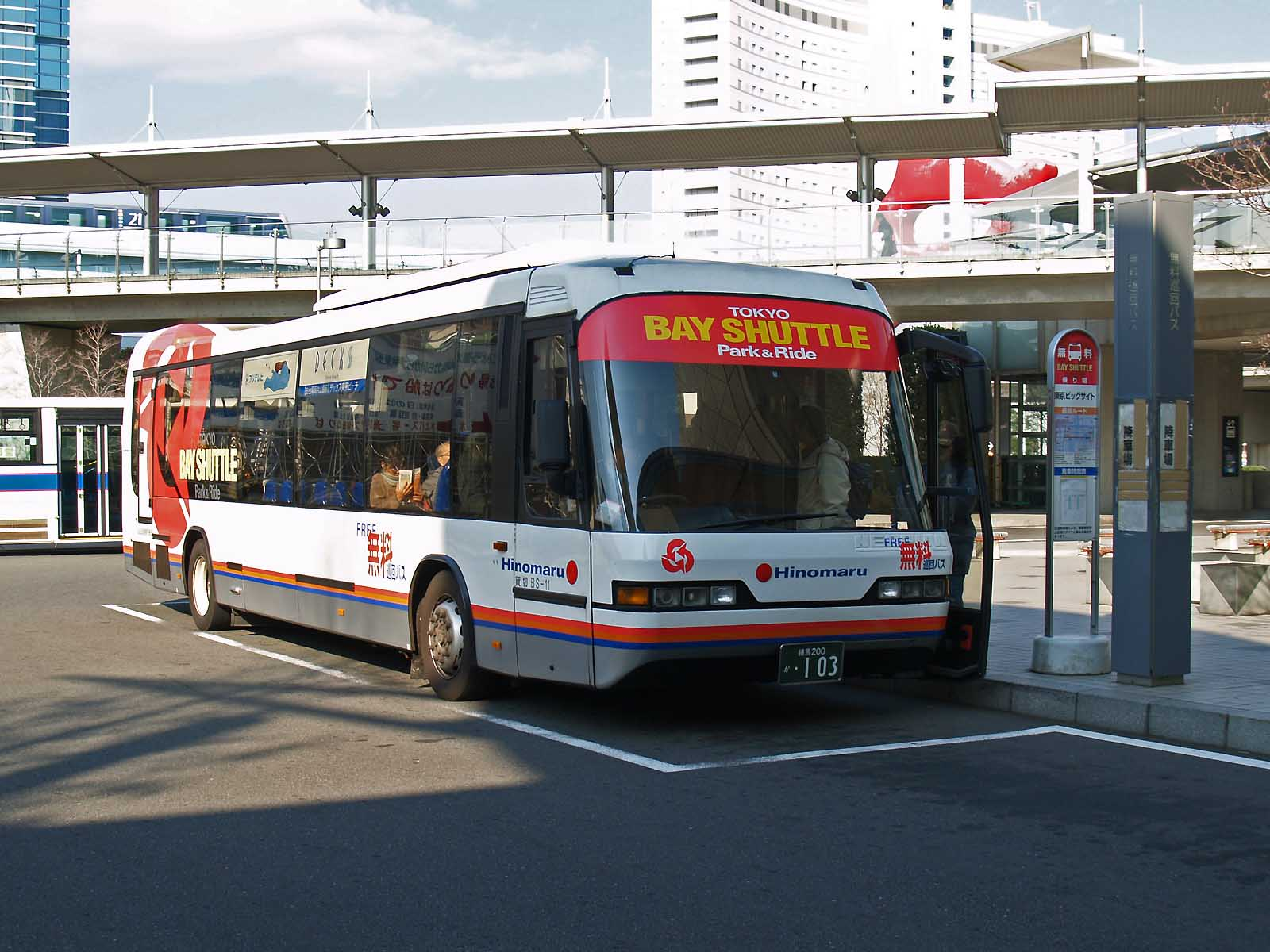
2005年までは東京ビッグサイトを経由していた
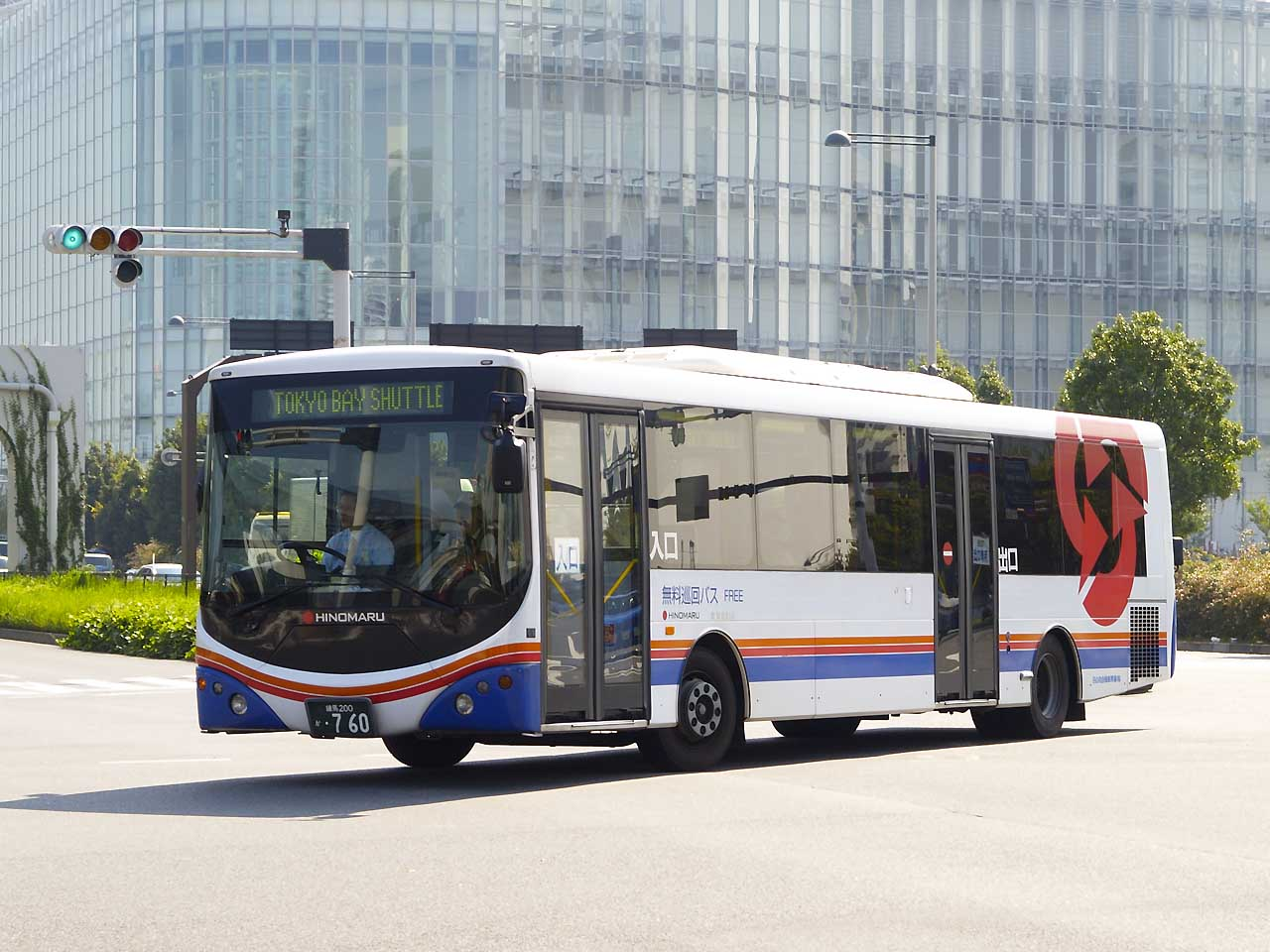
デザインライン製ノンステップバス
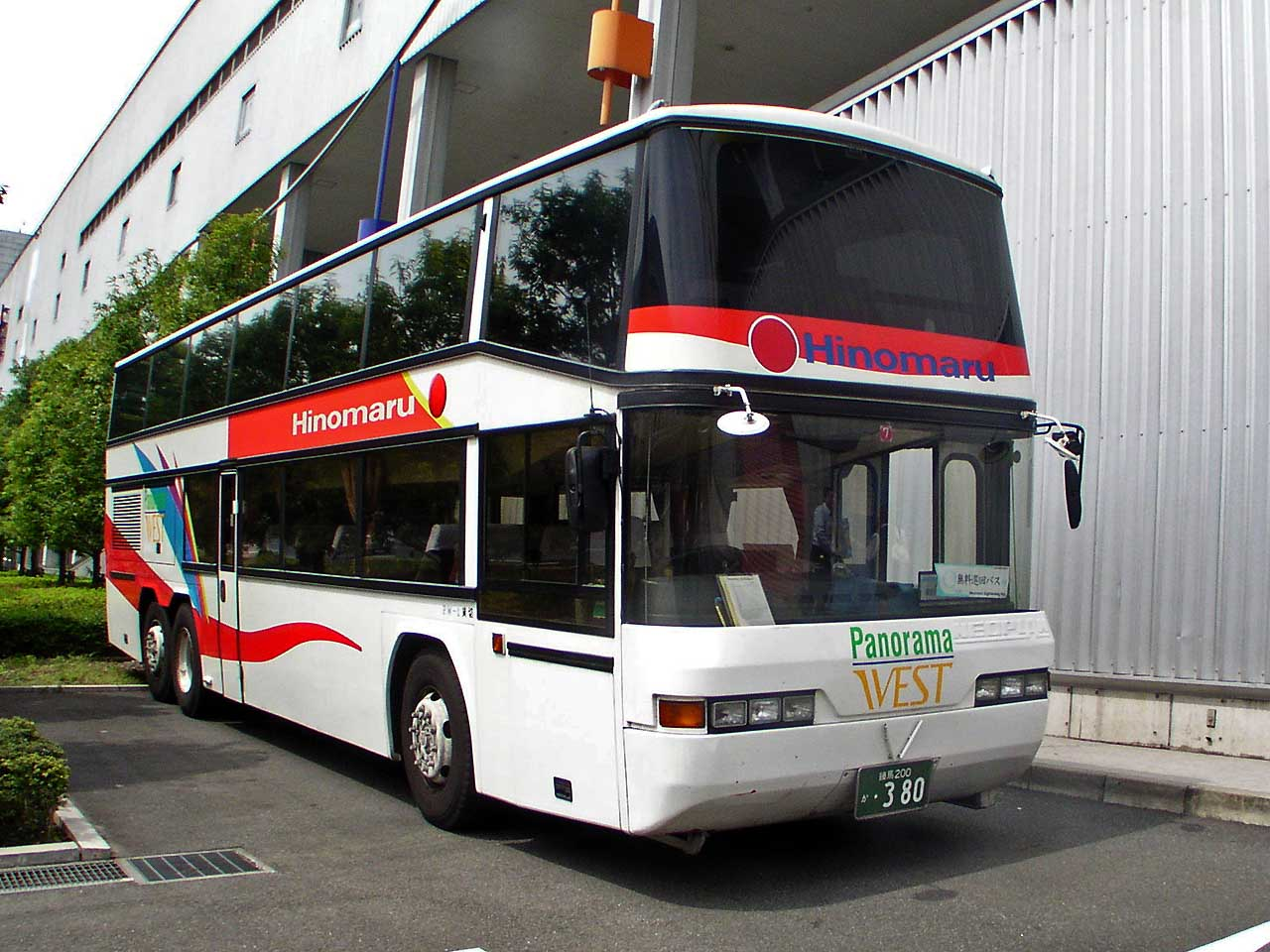
応援で来たネオプラン・スカイライナー「パノラマウェスト」 （現スカイバス東京、2004年撮影）
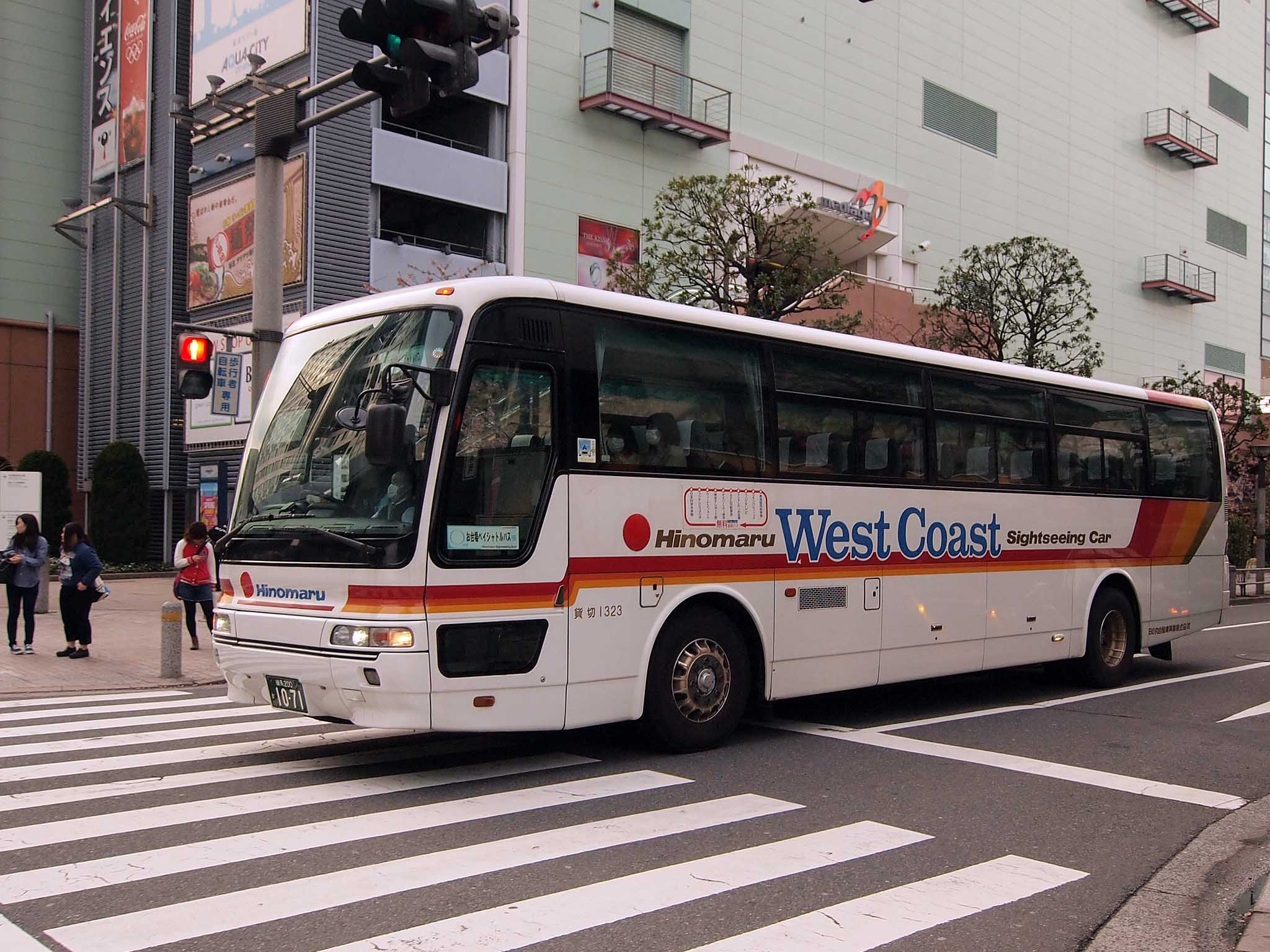
観光バス「ウェストコースト」による代走（2014年撮影）

## アナウンス放送
フジテレビアナウンサーが車内アナウンスを務め、沿線施設の案内ビデオを車内で放映している。現在は、『めざましテレビ』のメインキャスターである生野陽子が担当していた。
なお過去には、小島奈津子や高島彩（いずれも当時の『めざましテレビ』キャスター）などが担当していた。
「ニジガクスクールバス」については実証運行時は『ラブライブ!虹ヶ咲学園スクールアイドル同好会』の登場人物である高咲侑（矢野妃菜喜）が担当した。